# Tragédia három felvonásban
A Tragédia három felvonásban (Three Act Tragedy) Agatha Christie angol krimiírónő 1935-ben megjelent regénye, melyet először Murder in Three Act (Gyilkosság három felvonásban) címmel a Dodd, Mead and Company adott ki az Amerikai Egyesült Államokban 1934-ben, majd az Egyesült Királyságban a William Collins Sons and Company Ltd. a Collins Crime Club sorozatában publikálta 1935 januárjában.
Magyarországon először Hercule Poirot téved? címen a Nova Könyvkiadó a Kalandos Regények sorozatában jelent meg V. Nagy Kornél fordításában 1941-ben, majd a Hunga-Print Nyomda és Kiadó is kiadta Hunga Könyvek sorozatában 1992-ben, Szilárd Gabriella fordításában, végül az Európa Könyvkiadó gondozásában az Európa Krimi sorozatának tagjaként 2008-ban jelent meg Siklós Márta fordítása.

## Történet
Sir Charles Cartwright, a népszerű színész már mintegy két éve visszavonultan él a loomouthi „Varjúfészek”-ben. Éppen tizenhárom vacsoravendégét várja tengerparti villájába, de házvezetőnője, Miss Milray balszerencsésnek tartja ezt a számot, ezért arra kéri munkaadóját, hadd vacsorázzon ő is a társasággal. Ám a vacsorát megelőző italozás nem várt fordulatot hoz, ugyanis a helybéli tiszteletes, Mr. Babbington hirtelen remegni kezd, összeesik, és meghal. Senki nem vélekedik másképp az esetről, minthogy ne természetes halál lett volna, kivéve Sir Charlest, aki szerint gyilkosság történt. Még Hercule Poirot sem kételkedik az eset természetességéről, csakhogy nem sejti, hogy további két rejtélyes halálesettel kell számolnia.

## Szereplők
- Hercule Poirot, belga magándetektív
- Mr. Satterthwaite, az örök „jelen volt még vendég”
- Sir Charles Cartwright, egykori színész, a „Varjúfészek” tulajdonosa
- Hermione „Egg” Lytton Gore, Lady Mary Lytton Gore lánya, Sir Charles barátja
- Stephen Babbington tiszteletes, Loomouth lelkésze
- Mrs. Babbington, Mr. Babbington felesége
- Beatrice Church, Sir Bartholomew Strange személyzetének tagja
- Crossfield felügyelő
- Cynthia Dacres, az Ambrosine Ltd. divatcég tulajdonosnője
- Freddie Dacres kapitány, Cynthia Dacres férje
- John Ellis, Sir Bartholomew alkalmi komornyikja
- Johnson ezredes, Yorkshire rendőrfőnöke
- Mrs. Leckie, Sir Bartholomew szakácsnője
- Lady Mary Lytton Gore, Hermione Lytton Gore anyja
- Oliver Manders, Hermione barátja
- Miss Violet Milray, Sir Charles házvezetőnője
- Mrs. Milray, Miss Milary anyja
- Margaret de Rushbridger, Sir Bartholomew betege
- Sir Bartholomew „Tollie” Strange, Harley Streeti orvos
- Angela Sutcliffe, ismert színésznő, Sir Charles Cartwright volt munkatársa
- Miss Temple, Sir Charles szobalánya
- Alice West, Sir Bartholomew szobalánya
- Muriel Wills, Anthony Astor néven sikeres színműíró

## Magyarul
- Hercule Poirot téved?; ford. V. Nagy Kornél; Nova, Bp., 1941 (A Nova kalandos regényei)
- Tragédia három felvonásban; ford. Szilárd Gabriella; Hunga-print, Bp., 1992 (Hunga könyvek)
- Tragédia három felvonásban; ford. Siklós Márta; Európa, Bp., 2008 (Európa krimi)

## Feldolgozások
- Gyilkosság három felvonásban (Murder in Three Acts, 1986), rendező: Gary Nelson, szereplők: Peter Ustinov, Tony Curtis, Emma Samms
- Poirot: Three Act Tragedy 2012, rendező: Ashley Pearce szereplők: David Suchet, Martin Shaw, Kimberley Nixon